# 瓦尔特·科尔曼
瓦尔特·科尔曼（德語：Walter Kollmann，1932年6月17日—2017年5月16日），奥地利男子足球运动员。他曾代表奥地利国家队参加1954年和1958年国际足联世界杯，其中1954年世界杯获得第三名。